# NGC 6158
NGC 6158 é uma galáxia elíptica (E-S0) localizada na direcção da constelação de Hercules. Possui uma declinação de +39° 23' 00" e uma ascensão recta de 16 horas, 27 minutos e 40,9 segundos.
A galáxia NGC 6158 foi descoberta em 17 de Março de 1787 por William Herschel.